# نهائي كأس إيطاليا 1966
نهائي كأس إيطاليا 1966 هي المباراة النهائية من منافسة كأس إيطاليا 1965–66، أقيمت المباراة في 19 مايو 1966، في ملعب أولمبيكو، بين فريقي نادي فيورنتينا، ونادي كاتانزارو، وفاز فيها نادي فيورنتينا، بعد أن هزم نادي كاتانزارو، بنتيجة 2 - 1، وكان حكم المباراة أنطونيو سبارديلا.

## تفاصيل المباراة
لعبت المباراة النهائية في 19 مايو 1966.
| نادي فيورنتينا                                 | 2 -1 | نادي كاتانزارو        |
| ---------------------------------------------- | ---- | --------------------- |
| كورت هامرين 30 ' · ماريو بيرتيني 119 ' (ركلة.) |      | جوزيبي مارتشيورو 47 ' |